# Marquesado de Cerverana
El marquesado de Cerverana (en italiano: Cerbenara o Cerberana) es un título nobiliario de los Reinos de Nápoles y Sicilia, otorgado por el rey Felipe (III de España,  II de Nápoles y II de Sicilia), el 19 de marzo de 1602, a Bernardino de Barrionuevo y Peralta para su hijo primogénito, Francisco de Barrionuevo.

## Marqueses de Cerverana
|                                           | Titular                                       | Periodo                              |
| Creado en 1602 por el rey Felipe III      | Creado en 1602 por el rey Felipe III          | Creado en 1602 por el rey Felipe III |
| ----------------------------------------- | --------------------------------------------- | ------------------------------------ |
| I                                         | Francisco de Barrionuevo                      | 1602-¿?                              |
| Rehabilitado en 1959 por Francisco Franco |                                               |                                      |
| II                                        | Beatriz Muñoz de San Pedro y Flores de Lizaur | 1959-2023                            |
| III                                       | Beatriz Rueda Muñoz de San Pedro              | 2024-actual titular                  |

## Historia de los marqueses de Cerverana
- Francisco de Barrionuevo, I marqués de Cerverana.

Rehabilitado en 1959 a favor de:
- Beatriz Muñoz de San Pedro y Flores de Lizaur (1926-Madrid, 29 de mayo de 2023[2][3]), II marquesa de Cerverana,[4] VI marquesa de los Altares, III condesa de San Miguel, X condesa de Canilleros, XIII vizcondesa de Peñaparda de Flores, II baronesa de Campo de Águilas.

Casó con Arsenio Rueda y Sánchez-Malo (1910-1974), magistrado del Tribunal Supremo. Sucedió su hija:
- Beatriz Rueda Muñoz de San Pedro, III marquesa de Cerverana,[5] IV condesa de San Miguel y III baronesa de Campo de Águilas.